# نرکین خوتانان
نرکین خوتانان (به ارمنی: Ներքին Խոտանան) یک سکونتگاه مسکونی در ارمنستان است که در استان سیونیک واقع شده‌است. نرکین خوتانان در ۲۱ کیلومتری شمال غرب کاپان، مرکز استان سیونیک واقع شده‌است.

## خصوصیات
نرکین خوتانان ۴٫۳۶ کیلومترمربع مساحت و ۶۵ نفر جمعیت دارد و در ارتفاع ۱۱۵۰ متر بالاتر از سطح دریا قرار گرفته‌است.
| سال   | ۱۸۹۷ | ۱۹۲۶ | ۱۹۳۹ | ۱۹۵۹ | ۱۹۷۰ | ۱۹۷۹ | ۲۰۰۱ | ۲۰۰۴ |
| جمعیت | ۱۰۸  | ۱۴۹  | ۲۵۱  | ۱۴۱  | ۱۲۰  | ۷۵   | ۱۰۱  | ۷۶   |